# Alpaida banos
Alpaida banos este o specie de păianjeni din genul Alpaida, familia Araneidae, descrisă de Levi, 1988.
Este endemică în Ecuador. Conform Catalogue of Life specia Alpaida banos nu are subspecii cunoscute.